# 돌 암라스
돌 암로스는 곤도르에 속한 곳으로 《반지의 제왕》에 등장하는 지명이다. 작중 시점으로 사우론의 세력과 싸우기 위해 출전했던 임라힐 대공이 이곳을 다스리고 있었다.
누메노르의 후손들이 세운 왕국 곤도르로부터 책봉받은 제후들이 이곳의 지배자로서 본국에 충성하였다. 벨 팔라스로도 불렸으나, 요정 암로스가 종적을 감춘 곳이기도 하여 돌 암로스로도 불리게 된다.
초대 제후는 요정과 혼인하여 요정의 피가 대대로 흘러오고 있다고 전해지고 있으나, 그 요정의 신원은 알려지지 않고 있다.
22대 돌 암로스의 제후 임라힐은 정예병 백조 기사단을 이끌고 미나스 티리스, 모란논에서 아라고른, 에오메르 등과 함께 악의 세력과 싸웠다.
1. ↑  갈라드리엘, 켈레보른 부부가 로스로리엔을 다스리기 전에 통치자였던 요정이다.